# Quijotidae
Quijotidae zijn een familie van weekdieren uit de klasse van de Gastropoda (slakken).

## Taxonomie
De volgende taxa zijn bij de familie ingedeeld:
- Geslacht Quijote Ortea, Moro & Bacallado, 2016
  - Quijote cervantesi Ortea, Moro & Bacallado, 2016